# Avicularia hirsuta
Avicularia hirsuta là một loài nhện trong họ Theraphosidae và thuộc chi Avicularia. Loài này phân bố ở Cuba.